# クラフトビール
クラフトビール（英語: craft beer）とは、英語で「職人技のビール」「手作りのビール」などを意味する表現で、大手のビール会社が量産するビールと対比して用いられる概念。日本語ではクラフトビアと表現されることもある。地ビールとも呼称される。

## アメリカ合衆国における「craft beer」
アメリカ合衆国における小規模なビール醸造所（マイクロブルワリー）の業界団体であるブルワーズ・アソシエーション (BA) は、クラフト・ブルワリー (craft brewery) を 「小規模、独立、伝統的 (small, independent and traditional)」と定義している。具体的には、年間生産量が600万バレル（米国ビール用バレル）（約70万キロリットル）以下、自身がクラフト・ブルワーではない他の酒類製造業者の支配する資本（株式）が25%未満、伝統的手法に革新を盛り込んだ原料と発酵技法を用いることがクラフト・ブルワリーの条件とされている。
ブルワーズ・アソシエーションの定義は、2011年1月までは、年間生産量の上限を200万バレルとしていた。クラフト・ブルワリーとして最大規模であったサミュエル・アダムズを製造するボストン・ビール社がこの基準を超える見込みとなったことを受けて、基準が引き上げられた。この上限引き上げによって、それまでは規模の上でクラフト・ブルワリーとされていなかったイングリングが、最大のクラフト・ブルワリーということになった。
クラフト・ブルワリーの製造するビールがクラフトビールということになるが、その製造にあたっては伝統的な原料、手法が尊重されながらも、併合される添加物によって様々な風味などが工夫され、多様な製品が生まれることもクラフトビールの特徴とされる。
一応の定義を提示しているブルワーズ・アソシエーションだが、他方では「ブルワーズ・アソシエーションがクラフト・ビールの定義を定めていないのは、何がクラフト・ビールかは飲み手次第だと考えるからであるが、ビール醸造を主な事業としている限り、どのようなタイプのビールをクラフト・ブルワーが醸造するかで区別をするようなこともない。(Since the Brewers Association doesn’t define craft beer — that idea remains up to the beer drinker — the definition doesn’t differentiate on what type of beer craft brewers brew, as long as the majority of what they make is beer.)」とも述べている。

### クラフティ・ビール
ブルワーズ・アソシエーションの定義から外れるビールであっても、クラフトビールと呼ばれることもある。「クラフト風ビール」という意味で、「クラフティ・ビール (crafty beer)」という表現がなされることもある。
大手ビール会社が、クラフトビールに準じる手法で生産しているブランドの例としては、ミラークアーズ (MillerCoors) が生産するブルームーンやアンハイザー・ブッシュのジーゲンボック、ショック・トップ (Chock Top) などがある。元々は独立していたブルワリーが大手ビール会社の傘下に入った例としては、ミラークアーズ傘下のキリアンズやアンハイザー・ブッシュ傘下のグースアイランド・ブルワリーなどの例がある。カナダのケベック州で生産されているユニブルーも、元々は独立したブルワリーであったが、その後、サッポロビールの傘下に入って合衆国での流通が増え、同様の位置付けになっている。

### 流通
アメリカ国内では、ビールを含むアルコール類を州外に出荷するためには当局の承認が必要になること。また、ビールの製造会社はアメリカ財務省（酒類タバコ税貿易管理局）からラベルに関する認証を得る必要があるなどの製造・流通に関する制限があり、小規模なクラフトビールの製造会社の負担は大きくなる。2018年末から2019年初頭にかけて長期間の政府閉鎖が行われた際には、一部クラフトビール製造会社が政府の認証を取れなくなり、出荷ができない状態に陥った。

## 日本におけるクラフトビール・地ビール
2018年時点で、日本にはクラフトビール・メーカーが141社ある（帝国データバンクの調査）。
日本では、1994年の酒税法改正によりビールの最低製造数量基準が2,000キロリットルから60キロリットルに引き下げられ、全国各地にマイクロブルワリーに相当する小規模なビール醸造会社が登場して、「地ビール」と総称されるようになり、一時は300社以上の地ビール会社があった。当初のブームは2003年頃には終息し、地ビール会社の数は200社ほどに落ち着いたが、以降は「地ビール」に代えて、「小規模なビール醸造所でビール職人が精魂込めて造っているビール」、「品質を重視して、ビール職人が手塩にかけて造るビール」といった含意で「クラフトビール」をキーワードとし、小規模ビール生産者のビールを市場に送り出す取り組みが拡大し、ヤッホーブルーイングが2004年から取り組んだ電子商取引を中心に規模拡大に成功したことなどを契機に、新たにクラフトビール市場が成長し始めた。特に2010年代に入るとクラフトビールの人気が一層高まったとされており、統計によっては10%を超える成長を見せた年もあった。
日本の文脈では、「地ビール」という呼称が優勢であった初期から、これを「craft beer」と同じものと見なす用語法があり、社名やブランド名に「クラフトビール」を盛り込んだ地ビール会社も、仙南クラフトビール、月夜野クラフトビールなど、1990年代から存在していた。日本地ビール協会もその英文の正式名称を「The Japan Craft Beer Association (JCBA)」としていた（後に「The Craft Beer Association」と改称）。『新明解国語辞典』は1997年の第5版から「地ビール」を語彙として収録しているが、その語釈は「ドイツ、イギリス、アメリカなどで、その土地の需要を満たす目的で作られる（比較的）生産量の少ないビール。」（カッコ内は第6版で削除）などというもので、諸外国の事例に言及することによって「地ビール」を「craft beer」と同じものと見なす用語法を支持している。また、全国地ビール醸造者協議会 (Japan Brewers Association, JBA) は、「個性あふれるビールを少量生産するメーカーのビールを「地ビール」といいますが、特に酒税法等の法律で定められた用語ではありません。クラフトビールと呼ばれることもありますが、双方、明確な定義はありません。」とし、この二つの用語が同義で置き換えられることもあるが、双方とも「明確な定義」はないとし、語義に曖昧なズレが生じ得ることも示唆している。
しかし、地ビール・ブーム衰退の反省から品質重視を前面に出したクラフトビールへと転換したことを踏まえ、両者の違いを強調し、地ビール・ブームと2004年以降のクラフトビール・ブームの担い手の違いが強調されることも、さらに後述のように2015年ころから大手ビール会社が本格的にクラフトビール市場に参入したことを踏まえて担い手の違いが強調されることもある。
アメリカ合衆国におけるブルワーズ・アソシエーションの定義は、そのままでは日本のブルワリーには当てはまらないと考えられている。日本では、クラフト・ブルワリーとはみなされないオリオンビールも、ブルワーズ・アソシエーションの定義における規模の条件は満たすことになる。また、地ビールの中には、黄桜の「京都麦酒」、木内酒造の「常陸野ネストビール」など大小の日本酒メーカーが生産している例や、日本酒メーカーや大手ビール会社が出資している例も、少なからずあり、事業の資本的独立が重視されているわけではない。
なお、日本の酒税法は、原材料によって税率の異なる酒類を複数設けており、クラフトビールの中でもフルーツビールなどは税法上のビールにはならず、発泡酒とされていた。2017年に酒税法が改正され、税法上のビールとして認められる麦芽比率が67％以上から50%以上に引き下げられたほか、麦芽の重量に対して5%以下の割合で果実や香辛料等を副原料として使用することが認められることとなり、従来発泡酒と区分されていた一部のクラフトビールも正式にビールと名乗れるようになった。
地ビールへの課税については、2003年から時限措置として本来の税額の20%を免除する措置が取られていたが、2010年にはこの優遇措置が原則15%に圧縮された。この措置は税法上のビールだけが対象であり、税法上の発泡酒などには適用されない。

### 大手ビール会社の参入
他方では、大手ビール会社がクラフトビールに関心を寄せて、日本国内やアメリカ合衆国のクラフト・ブルワリーとの提携や買収、自社生産に乗り出す取り組みも少なからず見られる。
アサヒビールは、1994年に子会社として隅田川ブルーイングを設立してマイクロブルワリーの支援業務などに乗り出すとともに、1995年からブルーパブを墨田区吾妻橋で開業しており、これを「東京で初めて販売したクラフトビール」と称している。
麒麟麦酒（キリンビール）は、2014年7月に「クラフトビール戦略」を発表して、同年中には国内最大のクラフト・ブルワリーであるヤッホーブルーイングと資本業務提携し、2015年には傘下の子会社によってブルーパブ「スプリングバレーブルワリー」を代官山に開店させ、2016年にはアメリカ合衆国のブルックリン・ブルワリーと業務提携して、ブルワーズ・アソシエーションの定義に抵触しない範囲の24.5%の株式を取得するに至っている。
サントリーは、2015年に「クラフトビール（に）興味はあるが詳しくないユーザー向け」として缶ビールの「クラフトセレクト」ブランドを立ち上げ、2016年からペールエール、ゴールデンエール、ヴァイツェンを通年商品として供給している。
サッポロビールも、子会社であるジャパンプレミアムブリューによって、2015年からクラフトビール市場に参入しており、また上記のように、カナダのユニブルーを資本傘下に収めている。サッポログループを統括するサッポロホールディングスが2017年8月、米国のプレミアムビール会社であるアンカー・ブリューイングの買収を発表した際に、『日本経済新聞』は「サッポロ、米クラフトビール買収」と報じた。
さらに、オリオンビールも2015年から「オリオンのクラフトビール」として、季節商品「オリオンクラフトシリーズ」の供給を始めた。その第2弾「琉球ホワイト」は、原材料の関係でビールではなく発泡酒として発売された。
大手の参入が盛んになって以降は、品質重視で製造されたビールを、生産者の規模の大小を問わずクラフトビールとし、マイクロブルワリーに相当する大手以外の小規模事業者やそのビールを地ビールとする使い分けも見受けられる。